# مايكل راتني
مايكل آلن راتني (من مواليد 1961) دبلوماسي أمريكي يشغل منصب سفير الولايات المتحدة لدى المملكة العربية السعودية منذ أبريل 2023. شغل سابقًا منصب القائم بالأعمال في سفارة الولايات المتحدة في إسرائيل، والقنصل الأمريكي العام في القدس، والمبعوث الأمريكي الخاص بسوريا.

## الحياه المبكرة والتعليم
نشأ راتني في ماساتشوستس، وتخرج عام 1979 من مدرسة بيدفورد الثانوية. حصل على درجة البكالوريوس في الاتصالات الجماهيرية من جامعة بوسطن ودرجة الماجستير في الشؤون الدولية من جامعة جورج واشنطن.
أدى السفير مايكل راتني اليمين الدستورية كسفير للولايات المتحدة الأمريكية لدى المملكة العربية السعودية في 21 مارس 2023.
سلّم أوراق اعتماده إلى وزارة الخارجية السعودية في 27 أبريل 2023.

## جوائز مستلمة
فاز راتني بالعديد من جوائز الأداء من وزارة الخارجية، بما في ذلك جائزة الخدمة المتميزة الرئاسية.

## الحياة الشخصية
راتني متزوجة من زميلته في الخدمة الخارجية كارين ساساهارا، وهي تشغل منصب السفيرة الأمريكية لدى الكويت منذ نوفمبر 2023. يتحدث راتني العربية والفرنسية.